# Batang Sangir
Batang Sangir is een bestuurslaag in het regentschap Kerinci van de provincie Jambi, Indonesië. Batang Sangir telt 2378 inwoners (volkstelling 2010).